# Cupido (Sfera Ebbasta)
Cupido è un singolo del rapper italiano Sfera Ebbasta, pubblicato il 6 aprile 2018 come terzo estratto dal secondo album in studio Rockstar.

## Descrizione
Si tratta della terza traccia dell'album ed è stata realizzata con la partecipazione del rapper statunitense Quavo, componente dei Migos, il quale è anche co-autore del testo, il 6 Dicembre dello stesso anno venne pubblicato un remix inciso nella versione popstar di rockstar con I rapper argentini Khea e Duki e con la cantante italiana Elettra Lamborghini.

## Successo commerciale
Il brano, ancor prima di essere stato pubblicato come singolo, ha debuttato in vetta alla Top Singoli italiana, venendo certificato disco di platino poco dopo.

## Classifiche

### Classifiche settimanali
| Classifica (2018) | Posizione massima |
| ----------------- | ----------------- |
| Italia            | 1                 |
| Svizzera          | 48                |

### Classifiche di fine anno
| Classifica (2018) | Posizione |
| ----------------- | --------- |
| Italia            | 3         |